# Eugene McCown
Eugene McCown o Eugene MacCown (27 de julio de 1898 - 23 de abril de 1966), fue un pianista, pintor y escritor estadounidense, conocido por ser parte del conjunto bohemio de París en los años veinte.

## Infancia y juventud
William Eugene McCown nació en El Dorado Springs (Misuri), hijo de William Henry McCown (1870-1961). e Inez Boyer (1877-1909) En 1900, la familia se estableció en Deepwater (condado de Henry), donde el padre de McCown dirigía una importante ferretería. Después de la muerte de su madre, se mudó con su hermana Laurayne a casa de su tío materno en Kansas City, donde recibiría una educación burguesa. Le enseñaron dibujo y piano, asignaturas en las que destacó. En la escuela secundaria Central de Kansas City, conoció a Virgil Thomson (futuro compositor y crítico) que se convertiría en un amigo para toda la vida.
Cuando terminó dos años de un curso de periodismo de la Universidad de Misuri, McCown fue a Nueva York para pintar en la Liga de Estudiantes de Arte y en Woodstock, donde estudió con Andrew Dasburg y Eugene Speicher. En 1920, durante seis meses, viajó por las Indias Occidentales con el propósito de pintar. Sus primeras producciones (paisajes y retratos) dieron lugar a una exhibición en la capital de Venezuela, Caracas, en mayo de 1920. De regreso a Manhattan, McCown se mezcló con los círculos artísticos locales. Su carácter intrépido y su homosexualidad, así como el auge del puritanismo y la ley seca, pueden explicar por qué McCown se abrió camino hasta Francia en un carguero en 1921.

## Los años de oro
La habilidad de McCown para tocar en el piano el jazz popular de la época, su facilidad como pintor, así como la explotación flagrante de su propio encanto, no tardaron en asegurarle una gran popularidad en París. Con solo un par de meses en Francia, fue contratado como pianista de jazz en el Boeuf sur le Toit, el club nocturno más famoso de los locos años veinte en París. Allí se relacionó con el elegante círculo bohemio (André Gide, Cole Porter, Scott y Zelda Fitzgerald, Gertrude Stein, Winnaretta Singer, Isadora Duncan…) y, entre ellos, con el poeta francés Jean Cocteau —con quien, según rumores, tuvo un romance— y la heredera británica y activista política Nancy Cunard. Gracias a Cunard nunca se quedó sin dinero y viajó mucho. No está claro si McCown y Cunard fueron amantes, pero él fue su protegido durante muchos años y pintó alrededor de 7 retratos de ella.
Durante el invierno de 1923-1924, inició una relación amorosa con el periodista francés René Crevel. Junto con Cocteau y Raymond Mortimer, Crevel hizo mucho para ayudar a McCown en su nueva carrera como pintor. En 1925, su primera exposición parisina en el Effort moderne, la galería de Léonce Rosenberg, fue un éxito. En una semana se vendieron todos los cuadros y pinturas y muchas reseñas en revistas francesas, estadounidenses y británicas elogiaron su “obra altamente poética”, así como “la limpieza de la línea y la delicadeza de los detalles”. Las pinturas de McCown representan a hombres en diversas etapas de intimidad. Su estilo está influenciado principalmente por Picasso, Henri Rousseau y los italianos del Quattrocento.
Después de esta exposición, McCown se convirtió ciertamente en la estrella de la ciudad. Solicitado por su brillante ingenio y su promiscuidad, McCown se perdió en los placeres, las drogas y el alcohol. Crevel se distanciaría y escribiría un retrato cruel de McCown en su novela La mort difficile, donde se puede reconocer a McCown en Arthur Bruggle. Aunque aún no se habían organizado varias exposiciones en París y Nueva York entre 1929 y 1932, por entonces su nombre ya era conocido principalmente por las fiestas salvajes que daba en su flamante estudio Art déco diseñado por André Lurçat (alumno de Robert Mallet-Stevens) y sus muchos amantes (entre ellos Glenway Wescott, Hart Crane, Raymond Mortimer, Paul Mooney, Richard Wyndham, Patrick Balfour, etc.).
Después de la caída de la bolsa de 1929, muchos estadounidenses adinerados navegaron de regreso a Estados Unidos y McCown perdió importantes mecenas. En 1933 no tuvo más remedio que regresar a la ciudad de Nueva York.

## La decadencia
A su regreso a Nueva York, McCown tenía solo 35 años. Sin embargo, tuvo que admitir que su vida había quedado atrás. El alcohol y las drogas ya habían eclipsado su magnetismo. Ahora sin un centavo, tiene que suplicar incansablemente a quienes aún se preocupan por él. Al darse cuenta de que su talento para la pintura y la música no era suficiente, McCown se vio obligado a renunciar a todas sus ambiciones artísticas. Literalmente atormentado por el recuerdo de su gloria pasada, solo disfrutó de la compañía de antiguos expatriados (Virgil Thomson, Klaus Mann, E. E. Cummings, Mercedes de Acosta, Janet Flanner, Monroe Wheeler, Eugene Berman…).
Hubo dos ocasiones en las que intentó escapar de la ruina. En 1943, su amor por Francia lo impulsó a unirse a los servicios de inteligencia estadounidenses. Lamentablemente, su condición física y moral provocó que fuera despedido unos meses después de que comenzara en Londres como traductor. En 1950 publicó en Doubleday una novela en clave, El asedio de la inocencia, en el que describe el camino de un joven artista estadounidense de gran belleza víctima de la concupiscencia de sus compañeros.
A los 50 años, McCown ya parecía un anciano indigente. Sin embargo, con la ayuda económica de algunos amigos fieles, logró llegar a la edad de 67 años. En abril de 1966, murió en el hospital Metropolitano de Nueva York después de intentar suicidarse.